# Vlastimil Košvanec
Vlastimil Emil Košvanec (Karlín, 14 dicembre 1887 – Praga, novembre 1961) è stato un pittore e illustratore ceco.

## Biografia

### L'infanzia e l'adolescenza
Figlio di Bedřich Košvanec, guantaio, e di Helena Košvancovà, sarta, nasce a Karlín il 14 dicembre 1887. È battezzato nella chiesa romano-cattolica il 27 dicembre dello stesso anno col nome di Vlastimil Emil. La famiglia è composta anche dai fratelli Jaromir, Blažena e Bedřich.
Terminate le scuole elementari frequenta il Liceo Imperiale Reale superiore ceco e consegue la maturità. Dopo il Liceo s'iscrive all'Accademia di Belle Arti presso la scuola del Professor Vlaho Bukovac. In quest'epoca muore il padre e l'industriale Antonin Pick di Smichov ne diviene il tutore. In seguito studia con il Professor Vojtěch Hynais, sperimentando la tecnica del disegno, della pittura e del paesaggio. Ogni anno vince un premio assegnato dalla scuola come miglior allievo. Nel 1909 partecipa ad un concorso ricevendo una borsa di studio, fra le più ambite, dalla fondazione Hlavka. L'insegnamento di Hynais influenzerà la pittura di Košvanec ed eserciterà dei tratti riconoscibili anche in tempi maturi. L'artista si muove tra le esperienze realiste, impressioniste, post-impressioniste e simboliste. Durante questo periodo vive a Praga nel quartiere Holešovice, in via Nad Štolou, nei pressi dell'Accademia. Dopo gli studi intraprende viaggi di formazione all'estero, che dureranno fino al 1939, in Italia, Francia, Austria, Germania, Paesi Bassi, Albania, Jugoslavia e Montenegro.

### Le riviste e le illustrazioni
A ventotto anni (nel 1916) è chiamato come supplente presso il Liceo Reale di Kolín, una città a 50 chilometri ad est di Praga. La docenza dura fino alla metà dell'anno scolastico 1916/1917. Nel febbraio 1917 rassegna le sue dimissioni ma non si conoscono le motivazioni ufficiali di tale gesto.
Una volta conclusasi la prima guerra mondiale nasce la Repubblica Cecoslovacca, il 28 ottobre 1918. Il panorama politico si divide fra il partito comunista e la destra nazionalista. Košvanec inizia l'attività di collaborazione con le riviste di Kopřivy (pubblicazione satirica del partito social-democratico fra il 1909 ed il 1931) e Sršatec (una rivista satirica pubblicata dal partito comunista degli anni Venti). Si può dedurre che Vlastimil Košvanec usasse almeno tre pseudonimi per rimanere nell'anonimato e a tutela della propria incolumità: V. Havrda, V. Patrik e Karambol.
Nel 1920 realizza le illustrazioni del libro Tre uomini con il pescecane e altre storie (Tři muži se zralokem ajine poučne historky) di Jaroslav Hašek, scrittore, attivista del partito anarchico, autore del famosissimo romanzo Il buon soldato Sc'vèik (Osudy dobrého vojáka Švejka). Un anno dopo, all'interno di un libretto intitolato Sovětské Rusi, le illustrazioni di Košvanec appaiono con quelle di due artisti d'avanguardia, Václav Špála e Karel Teige. È probabile che il pittore boemo abbia visitato la mostra di Picasso del 1921, come quella dell'Arte francese del XIX e XX secolo del 1923.
Nel 1922, ogni pagina del libretto per bambini Ai figli di operai (Dělnickym dětem) è composta da illustrazioni con due versi. L'importante capolavoro del 1923, le illustrazioni per I Miserabili di Victor Hugo, nasce dalla commissione per una pubblicazione di due dei quattro volumi in lingua ceca; gli altri due sono illustrati dal grafico e pittore Václav Čutta. In questo anno illustra il libro I fascisti di B. G. Sandomirsky, fra le immagini rappresentate troviamo il ritratto del Duce. Nel corso degli anni venti aumenta il suo prestigio e nello stesso periodo si sposa con la pittrice Františka Matouškova, che in seguito dipingerà con lo pseudonimo di Sidonie Matoušková- Košvancová.
L'artista, oltre a cooperare con riviste satiriche, collabora con il giornale di sinistra Pravo Lido, in seguito Rude Pravo. Le caricature, che accompagnavano gli articoli di Antonìn Macek, verranno ripubblicate nel 1958 in un libro intitolato Kukátka (Cannocchiale da teatro). La Repubblica Cecoslovacca, fino al 1945, era un paese bilingue in cui veniva pubblicato il giornale tedesco Prager Presse (1921-38); anche sulle pagine di questo giornale non mancavano le satire di Košvanec. La copertina del libretto di Ivan Suk Ragazzine sotto la lanterna (Holčičky pod lucernou) del 1926 è illustrata con un tratto toccante, esprimendo nei chiaroscuri il complesso ed umano argomento sociale del mondo delle prostitute.
Košvanec nel 1929 è parte attiva del gruppo di sinistra Umĕlecká Beseda (fondato nel 1863). Si trattava di una élite d'intellettuali che comprendeva artisti figurativi, musicisti, filosofi e scrittori. Il gruppo, particolarmente vivace, si occupava non solo di organizzare eventi e mostre di artisti praghesi, ma promuoveva iniziative di carattere internazionale come quella di Carlo Carrà del 1929, di Giorgio de Chirico del 1931 e quella dell'École de Paris del medesimo anno. È durante questo periodo che Košvanec espone non solo nelle gallerie di Praga, ma in tutta la Cecoslovacchia.

### La ritrattistica
Košvanec è ritenuto uno fra i ritrattisti più raffinati, ricercato sia per la sua tecnica che per il suo stile inconfondibili. Impone un gusto ed inventa una moda, un fascino al quale le classi superiori e la società bene praghese guardano e aspirano ad elevarsi. La ricca borghesia, l'aristocrazia, la classe dirigente, gli imprenditori, gli intellettuali e gli uomini illustri si fanno effigiare per essere immortalati. Questo rapporto privilegiato fa sì che l'artista possa ritrarre i personaggi più rilevanti della Prima Repubblica come il Presidente Edvard Beneš, statista democratico e politico durante il periodo di transizione fra la fine dell'Impero Asburgico (1918) e la presa del potere da parte dei comunisti nel febbraio del 1948.
L'atelier di Košvanec si trova a Praga XII, nel quartiere di Královsky. Oltre che con i ritratti di celebrità, questi sono gli anni in cui l'artista si cimenta in composizioni figurative ambientate in scenari bucolici, allegorici, mitici, con un'accentuazione del colore, della luce e della joie de vivre. La natura diventa un tutt'uno con la figura femminile, e la donna mitizzata s'identifica nella ninfa o appare rappresentata come una dea. Dopo le tante mostre dal 1926 al 1937, nel novembre del 1939 si tiene a Praga una personale che riscuote grande successo. Rilevante durante questi eventi è la presenza di Oscar Kokoschka, che vivrà a Praga dal 1934 al 1938. I dipinti di Košvanec, ormai, sono “praghizzati”: compaiono donne elegantissime, alla moda, seminude, immerse in una natura in fiore nelle colline di Petrin, “all'ombra verdognola dei profondi giardini con alberi frondosi” della quiete di Hradčany; queste ninfe si rivelano nel fascino segreto dei fondali di Malá Strana e della chiesa di San Nicola.

### La guerra
Dopo l'arrivo delle truppe naziste a Praga, avvenuto il 15 marzo 1939, gli organi tedeschi e quelli del protettorato cominciarono a emanare tutta una serie di provvedimenti antiebraici, di conseguenza iniziano gli stermini degli ebrei e la Resistenza ceca è repressa violentemente. Košvanec, scoppiata la seconda guerra mondiale, nell'inverno 1941-42, durante una colletta per i soldati tedeschi a Stalingrado, imbastisce sulla pubblica piazza una parodia della sua picaresca esistenza: mette in scena una farsa, ironica e ritenuta oltraggiosa, donando il proprio cappotto di pelliccia ai militari. Per questo gesto teatrale, terminata la guerra, sarà accusato di collaborazionismo e quest'accusa determinerà l'immediata espulsione dall'Associazione degli artisti cechi (Blok česých výtvarníků).
Košvanec nel 1947 è processato. L'artista è condannato, imprigionato e obbligato a pagare una multa di 40.000 corone ceche. Il 29 settembre del 1949 muore la moglie e cade in una profonda crisi depressiva, ha un totale crollo psichico che lo costringe al ricovero in un ospedale psichiatrico. Pare venga poi liberato e gli venga condonato il resto della pena tra il 1949 e il 1950.

### La morte
Vlastimil Košvanec, nei travagliati anni cinquanta, dipinge clandestinamente. L'artista placa la miscela esplosiva, tra stravaganza bohémienne e frequentatore di tribunali e manicomi, legandosi sentimentalmente ad una giovanissima ragazza rom. Vive gli ultimi anni in completo isolamento fin quando, nel novembre del 1961, a 74 anni, si spegne dimenticato da tutti e viene sepolto nel cimitero di Olšany a Praga.
Fra le ultime recensioni pubblichiamo quella del pittore veronese Charlie, Accademico Onorario dell'Accademia delle Arti della Russia (conferimento 1 giugno 2017). "Kosvanec ha saputo fondere, attraverso la pittura, millenni di storia creando un ponte mistico tra la Boemia e il resto del mondo in una sintesi evocativa incomparabile che svaria dai classici della Cultura greca all'Impressionismo francese, con l'evidente contaminazione del Rinascimento italiano.

## Opere principali
- Cavatori, 1915 ca
- Autoritratto, 1920 ca
- Bagnanti, 1920 ca
- Nudo in natura, 1920 ca
- L'atto del bagno, 1920 ca
- Raccolta del luppolo, 1920 ca
- Vendemmia, 1920 ca
- Il riposo di Diana, 1929
- Spelonca, 1937
- Primavera a Petrin, 1939
- Il Presidente Edvard Beneš, 1935